# Johan Blomberg (fotbollsspelare)
Johan Lars Blomberg, född 14 juni 1987 i Lund, är en svensk före detta fotbollsspelare. Mellan 2015 och 2017 spelade Blomberg för AIK och 2018-2019 i Colorado Rapids i MLS för att sedan gå till GIF Sundsvall. 

## Karriär
Blombergs moderklubb är Lunds BK, där han spelade fram tills 2008. Han blev under 2007 utvald till "Bästa mittfältare" i division 2. Mellan 2009 och 2011 spelade han för Ängelholms FF i Superettan. 
2012 gick han till Halmstads BK. Han gjorde seriedebut för HBK i Superettan den 9 april 2012 mot Hammarby IF, en bortamatch som slutade med en 1–0-förlust. Samma år så var han med och spelade upp klubben till Allsvenskan. Säsongen 2014 spelade Blomberg alla lagets 30 matcher i Allsvenskan och svarade för 7 mål vilket ledde till intresse från andra klubbar. 
Den 4 november 2014 gick AIK ut med på sin officiella hemsida att Blomberg skrivit på ett treårsavtal för klubben, med start 1 januari 2015. Blomberg tävlingsdebuterade för AIK i Svenska cupen den 21 februari 2015 då AIK mötte Landskrona BoIS, Blomberg stod då för två målgivande pass när laget vann med 4–0. Blomberg gjorde sitt första mål för AIK den 14 mars 2015 i en träningsmatch mot AFC United vilket hjälpte AIK att vinna med 3-1. Den 6 april 2015 gjorde Blomberg sitt första tävlingsmål för AIK efter att ha blivit inbytt mot sin gamla klubb, Halmstad. Den 15 augusti 2015 gjorde Blomberg det avgörande målet på övertid mot Gefle IF, som hjälpte AIK i guldstriden i Allsvenskan 2015.
Inför säsongen 2018 skrev han ett tvåårskontrakt med Colorado Rapids.
Hösten 2019 lånades han ut till GIF Sundsvall och den 5 maj 2020 presenterades att han skrivit på ett tvåårskontrakt för klubben.
I januari 2021 meddelades att han brutit kontraktet (av sociala skäl) för att istället skriva på ett tvåårskontrakt med Trelleborgs FF. Efter säsongen 2022 lämnade Blomberg klubben och avslutade sin fotbollskarriär för att studera ekonomi.

### Webbkällor
- Johan Blomberg på Svenska Fotbollförbundets webbplats
- Johan Blomberg på Halmstads BK:s webbplats
- Johan Blomberg på elitefootball